# Pannessières
Pannessières é uma comuna francesa na região administrativa de Borgonha-Franco-Condado, no departamento de Jura. Estende-se por uma área de 5,35 km². Em 2010 a comuna tinha 496 habitantes (densidade: 92,7 hab./km²).